# لطيف يحيى
لطيف يحيى الصالحي ضابط عسكري عراقي سابق في صنف القوات الخاصة، يزعم بأن عدي صدام حسين نجل الرئيس العراقي السابق اتخذه شبيهًا له.
لطيف يحيى الذي ينتمي للقومية الكردية، نشأ وترعرع في بغداد، ودرس في كلية بغداد نفس المدرسة النموذجية التي درس فيها عدي صدام حسين.
أجبره عُدي في أيلول عام 1987 أن يعمل شبيهاً له ويذهب بدلاً منه إلى الأماكن الخطرة،[وفقًا لِمَن؟] وأجرى الأطباء عملية جراحية لفكه العلوي لكي يتطابق مع الفك المشوه لعُدي ولكي لا يستطيع أن ينطق حرف الراء.
بعد تعرضة لعمليات تعذيب عديدة على يد عُدي في معتقل الرضوانية عام 1991، فرَّ إلى كردستان العراق عام 1991 ومنها انتقل إلى النمسا بمساعدة المخابرات الأمريكية وعاش هناك متنكراً لغاية عام 1995 وحاولت المخابرات الأمريكية تجنيده لمصلحتها ولكنه رفض طلباتهم رغم مساعدتهم له للهروب من العراق ولكنه أبى أن يكون عميلاً لهم ولهذا حاربته المخابرات الأمريكية وتم خطفه في فيينا عاصمة النمسا عام 1994 وتم تعذيبه وسجنه لأكثر من عشرة أشهر ونصف فهرب بعدها إلى لندن وهناك تعرض لمحاولة اغتيال على يد أعوان أحمد الجلبي الذي ادعى بأن المخابرات العراقية كانت وراء الحادث وكل هذه الأحداث وغيرها كتبها لطيف يحيى في كتابه الأخير ودور العملاء في غزو العراق الكتاب مُنع في إيرلندا والولايات المتحدة الأمريكية لمَ في الكتاب من معلومات خطيرة تمس من يحكمون العراق بعد الأحتلال ودور المخابرات الأمريكية في دعم المعارضة العراقية التي كانت تتواجد في لندن الكتاب اسمه THE BLACK HOLE.[بحاجة لمصدر]

## حياته
ولد لطيف يحيى لطيف الصالحي في مدينة بغداد الأعظمية بتاريخ 14 يونيو 1964، ولكونه من أسرة ميسورة، أرسله والده إلى مدرسة خاصة هي ثانوية كلية بغداد في بغداد حيث كان أولاد الوزراء وكبار البعثيين وأبناء العائلات الميسورة يلتحقون بتلك المدرسة، وهناك التقى بـ عُدي الذي كان الجميع يشمئزون منه بسبب سلوكه الخشن والفض مع الجميع.[وفقًا لِمَن؟] بعد نجاحه في امتحانات الصف السادس الإعدادي قرر لطيف أن يلتحق بكلية غير كلية الهندسة بسبب التحاق عُدي بها وذلك لكي يبتعد عنه فإلتحق بكلية القانون والسياسة.[بحاجة لمصدر]
كان لطيف أثناء فترة شبابه على علاقة وثيقه بعدد من أبناء الوزراء وذوي النفوذ في العراق ومنهم زياد نجل ميشيل عفلق مؤسس حزب البعث العربي.[بحاجة لمصدر]

## السلك العسكري
بعد تخرجه من الجامعة اتجه إلى دورة عسكرية خاصة للضباط، وأصبح ضابطاً برتبة ملازم أول وسوق مباشرة إلى جبهات القتال حيث كانت الحرب تشتد أوزارها مع إيران وهناك ترقى إلى رتبة نقيب قوات خاصة ومنح أنواط للشجاعة من صدام حسين مع اللواء الركن بارق الحاج حنطه، وهناك كان جميع الضباط الكبار يخشون منه لشبهه الكبير من عُدي.[بحاجة لمصدر]

## الشبيه
في يوم 23 سبتمبر 1987، وصلته برقية عاجلة وخاصة وسرية من جهه عُليا تطالبه بالحضور إلى بغداد بأقل من 24 ساعة، وبعد وصوله طلبه عُدي أن يعمل شبيهاً له ويذهب بدلاً منه إلى الأماكن الخطرة وبعد التهديد والوعيد وافق مرغماً، ثم أجرى له الأطباء في مستشفى ابن سينا الخاص بالعائلة الحاكمة عملية لفكه العلوي وتغير أسنانه الأمامية ليتشابه نطقه مع نطق عُدي الذي لا يستطيع نطق حرف الراء، وبعد خضوعه لعدة تجارب وافق مدربوه أن يقوم بمهامه كشبيه بعد أن باركه صدام حسين شخصياً بذلك، وظل يقوم بمهامه كشبيه دون أن يكتشفه أحد. [بحاجة لمصدر]

## الهروب
أثناء فترة عمله كشبيه كان عُدي يعامله معاملة قاسية، في صيف عام 1991 أراد عُدي أن يؤدبه فأرسله إلى معتقل الرضوانية وهناك لاقى أصناف عديدة من التعذيب اليومي المستمر وبعد انتهاء فترة تعذيبة فكر جدياً في الهروب بعيداً عن قساوة عُدي وبطشه، وفي شهر تشرين الثاني من عام 1991 قرر الهروب من بغداد واستطاع الوصول إلى مدينة دهوك في شمال العراق التي كانت تحت سيطرة القوات الكردية ومن هناك استطاع بمساعدة القوات الدولية بعد أن عرفوا موضوعه اللجوء إلى النمسا وظل يعيش هناك متنكراً، وقد تعرض لأربع محاولات اغتيال في الخارج ولكنه نجا بأعجوبة منها واكمل دراسته للقانون وحصل على الدكتوراة في القانون الدولي في إيرلندا وهو يعيش مع زوجته الأيرلندية وأطفاله، وقد ألّف عِدة كُتب آخرها كان عن حياته بعد هروبه من العراق وكيف تمت محاربته من قبل المخابرات الأمريكية بعد رفضه الانصياع لمطالبهم ليكون عميلهم المصدر كتابه الأخير THE BLACK HOLE الذي نُشر نهاية عام 2006 وتم منع الكتاب في الولايات المتحدة الأمريكية وجمهورية إيرلندا لأنه فضح المخابرات الأمريكية وكيف تم اختيار العملاء لحكم العراق بعد الغزو الأمريكي. [بحاجة لمصدر]

## بديل الشيطان
وقد تحول كتابه الأخير بديل الشيطان إلى فيلم سينمائي عُرض في منتصف عام 2011 في دور السينما العالمية من إخراج المخرج العالمي Lee Tamahori الذي أخرج فيلم جيمس بوند وبعض الأفلام العالمية وبطولة النجم دومينيك كوبر والنجمة العالمية لوديفين ساجنر وقد تبرع لطيف يحيى في مؤتمر صحفي في باريس بعائدات الفيلم لأطفال العراق والأيتام بسبب الاحتلال. [بحاجة لمصدر]

## الكتب
- كتاب كنت ابناً لصدام صُدر عام 1994.
- كتاب بديل الشيطان صُدر عام 2003.
- كتاب الحفرة السوداء صُدر عام 2006.
- كتاب شبيه الشيطان صُدر عام 2011.

## الشهادات العلمية
- دكتوراة قانون دولي.

## العمل
- يعمل محامياً في المحاكم الأوروبية منذ عام 2000.
- عضو منظمة العفو الدولية.
- عضو مناهضة العنصرية في لندن.
- عضو مرصد الحريات العالمي في ألمانيا.
- عضو منظمة حقوق الإنسان في سويسرا.
- عضو مجمع الكتاب في ألمانيا.
- اُنتخب سفيراً للسلام عام 2006.

## روابط خارجية
- لطيف يحيى على موقع IMDb (الإنجليزية)
- لطيف يحيى على موقع قاعدة بيانات الفيلم (الإنجليزية)